# Astara
Āstārā (farsi آستارا) è una città dell'Iran occidentale, capoluogo dello shahrestān di Astara, circoscrizione Centrale, nella provincia di Gilan. Aveva, nel 2006, una popolazione di 40.664 abitanti. Si trova sul mar Caspio al confine con l'Azerbaigian ed è un importante centro commerciale tra l'Iran e il Caucaso.
La lingua del luogo era il talish, anche se attualmente se ne è ridotto l'uso a causa dell'immigrazione azera e del commercio con l'Azerbaijan. Dall'altra parte del confine esiste una città dallo stesso nome (Astara) che fu ceduta nel 1813 dalla Persia con il trattato di Golestan.